# Jasem Delavari
Jasem Delavari (en persa: جاسم دلاوری‎, Ghaemshahr, Irán; 2 de septiembre de 1986 - 7 de agosto de 2025) fue un boxeador iraní de la categoría de peso superpesado.

## Carrera
Participó en dos ediciones de los Juegos Asiáticos, la primera de ellas fue en Doha 2006 donde en la primera ronda venció a Ahmad Sheikh Ismael de Siria por puntos, pero en las semifinales perdió ante el eventual campeón asiático Rustam Saidov de Uzbekistán por RSCO.
Su segunda aparición fue el Incheon 2014 donde venció a Gu Guangming de China en la ronda preliminar, en la segunda ronda venció a Kim Do-hyeon de Corea del Sur por decisión dividida, en las semifinales venció por decisión dividida a Mirzohid Abdullaev de Uzbekistán, pero perdió la final ante Ivan Dychko de Kazajistán por decisión unánime.
A nivel continental ganó la medalla de bronce en el Campeonato Asiático de Boxeo Aficionado en Ammán en el año 2014.

## Muerte
Delavari murió de cáncer a los 38 años el 7 de agosto de 2025.